# Comprensorio Medio Basento 2019-2020
La voce raccoglie i dati riguardanti il Comprensorio Medio Basento, squadra di calcio a 5 militante in serie A, nelle competizioni ufficiali del 2019-2020.

## Trasferimenti

### Sessione estiva
| Cristiano Fusari    | CAME Treviso      |
| Jhonatan Linhares   | Arzignano         |
| Roberto Tobe        | Betis             |
| Jacopo Mancusi      | Guardia Perticara |
| Giovanni Pulvirenti | Salinis           |
| Décio Restaino      | Tombesi           |

| Fernando Calderolli | Tombesi    |
| Ivan Castrogiovanni | Real Rogit |
| Altre operazioni    |            |

### Sessione invernale
| Arrivi | Arrivi | Arrivi | Arrivi |
| Nome   | da     |        |        |
| ------ | ------ | ------ | ------ |

| Partenze | Partenze | Partenze | Partenze |
| Nome     | a        |          |          |
| -------- | -------- | -------- | -------- |

## Prima squadra
| N° | Naz.                          | Ruolo | Sportivo            | Anno       |  |  |
| -- | ----------------------------- | ----- | ------------------- | ---------- |  |  |
| 1  | Brasile (bandiera)            | POR   | Miguel Weber        | 29.06.1983 |  |  |
| 2  | Italia (bandiera)             | POR   | Nicolas Petragallo  | 01.00.1997 |  |  |
| 3  | Italia (bandiera)             | LAT   | Jacopo Mancusi      | 22.02.1993 |  |  |
| 4  | Guinea Equatoriale (bandiera) | DIF   | Roberto Tobe        | 14.07.1984 |  |  |
| 5  | Brasile (bandiera)            | DIF   | Márcio Zancanaro    | 06.08.1980 |  |  |
| 6  | Italia (bandiera)             | UNI   | Giovanni Pulvirenti | 19.02.1996 |  |  |
| 7  | Italia (bandiera)             | LAT   | Cristiano Fusari    | 03.10.1991 |  |  |
| 8  | Brasile (bandiera)            | UNI   | Jhonatan Linhares   | 21.10.1993 |  |  |
| 9  | Italia (bandiera)             | PIV   | Umberto Caruso      | 24.06.1993 |  |  |
| 10 | Spagna (bandiera)             | LAT   | David Sánchez       | 08.06.1985 |  |  |
| 11 | Brasile (bandiera)            | UNI   | Lucas Vizonan       | 03.06.1991 |  |  |
| 12 | Italia (bandiera)             | POR   | Rocco Silletti      | 07.01.2000 |  |  |
| 14 | Italia (bandiera)             | UNI   | Carlo Grippo        | 16.02.1990 |  |  |
| 17 | Spagna (bandiera)             | DIF   | Alejandro Vega      | 12.01.1985 |  |  |
| 23 | Italia (bandiera)             | POR   | Eugenio Nucera      | 04.08.1993 |  |  |
| 24 | Brasile (bandiera)            | LAT   | Décio Restaino      | 24.07.1993 |  |  |
| 29 | Italia (bandiera)             | LAT   | Manuel Ciampitti    | 15.02.2000 |  |  |

## Under-19
| N° | Naz.              | Ruolo | Sportivo           | Anno       |  |  |
| -- | ----------------- | ----- | ------------------ | ---------- |  |  |
| 15 | Italia (bandiera) | DIF   | Andrea Abbatangelo | 11.11.2002 |  |  |
| 18 | Italia (bandiera) | LAT   | Angelo Bruno       | 01.05.2003 |  |  |